# Leżachowiec
Leżachowiec – część wsi Pigany w Polsce położona w województwie podkarpackim, w powiecie przeworskim, w gminie Sieniawa, w sołectwie Pigany
W latach 1975–1998 miejscowość położona była w województwie przemyskim.
Leżachowiec jest położony od strony Lubeni i obejmuje 37 domów.
W Leżachowcu znajduje się cmentarz wojenny z I wojny światowej.

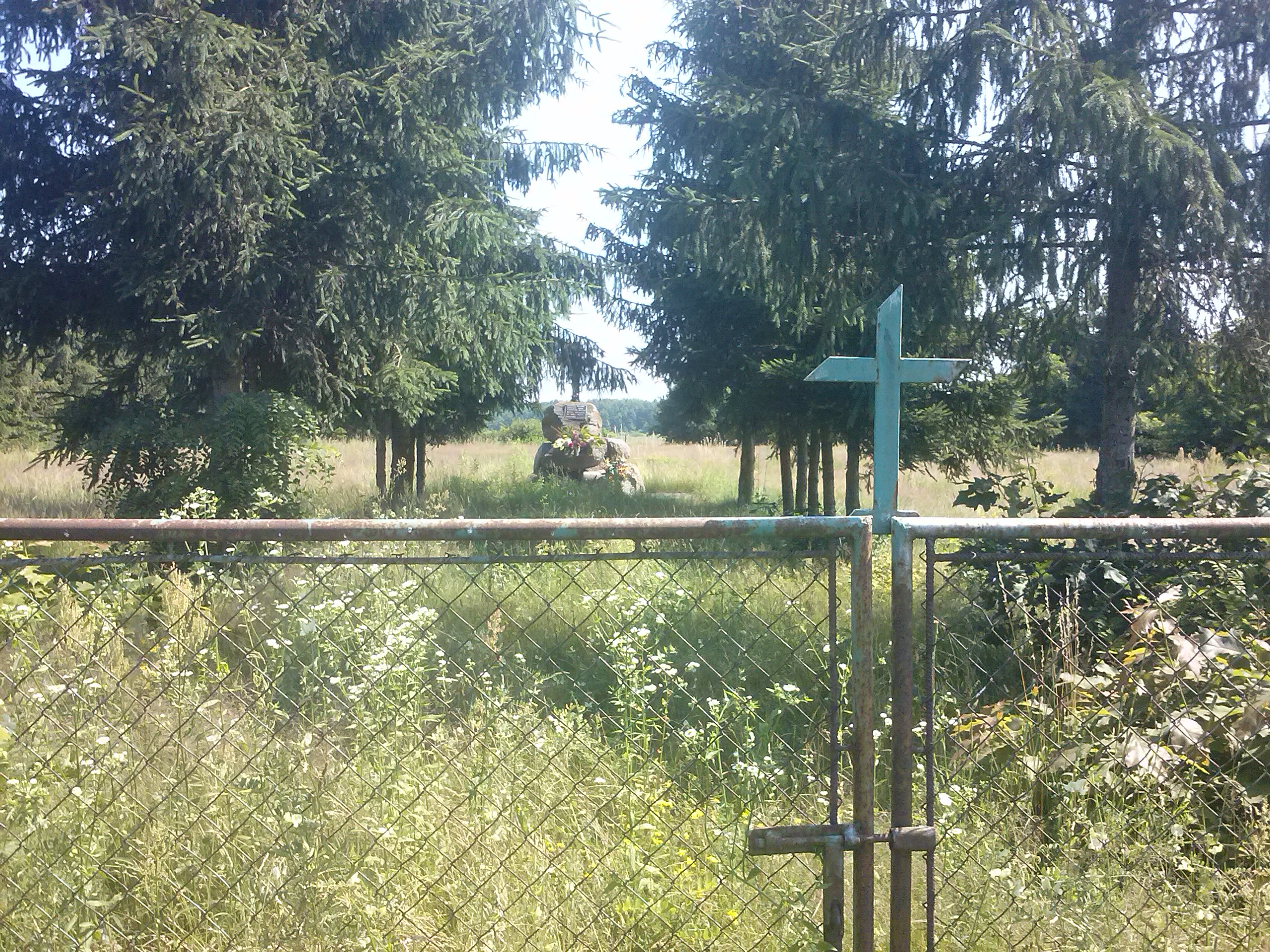
Cmentarz wojenny z I wojny światowej
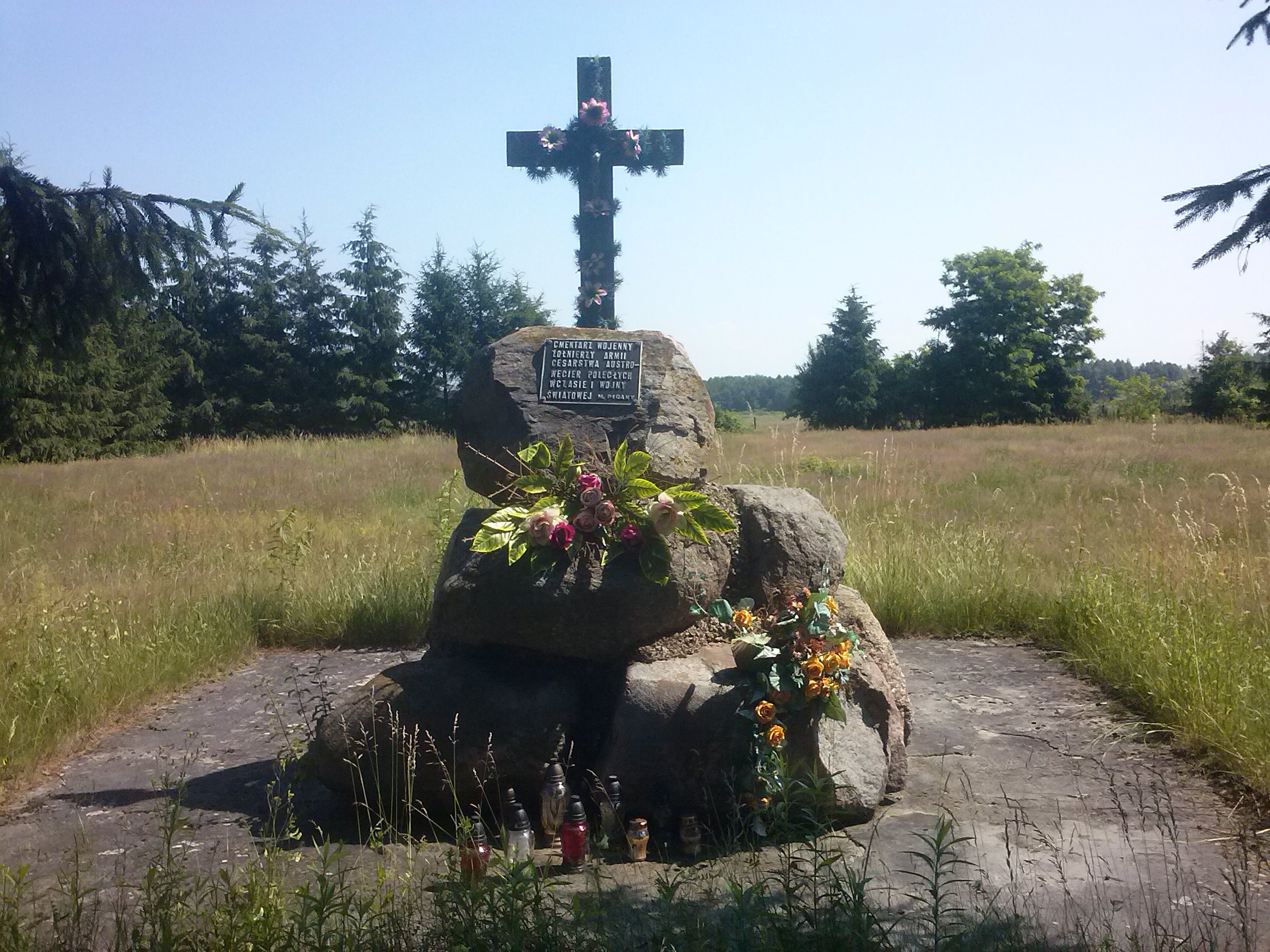
Obelisk pamięci na cmentarzu wojennym
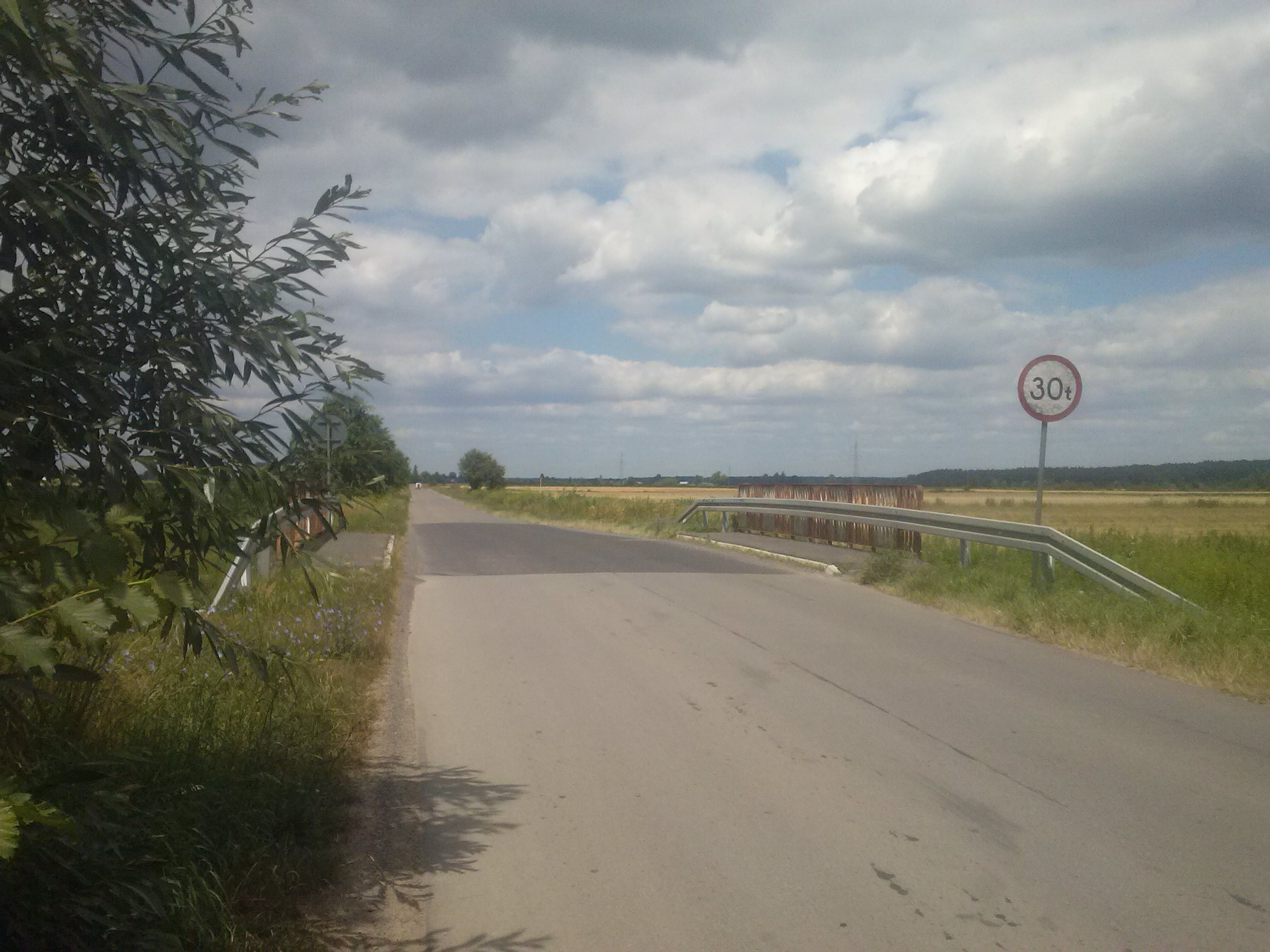
Most na Lubieni (droga w stronę Piskorowic)
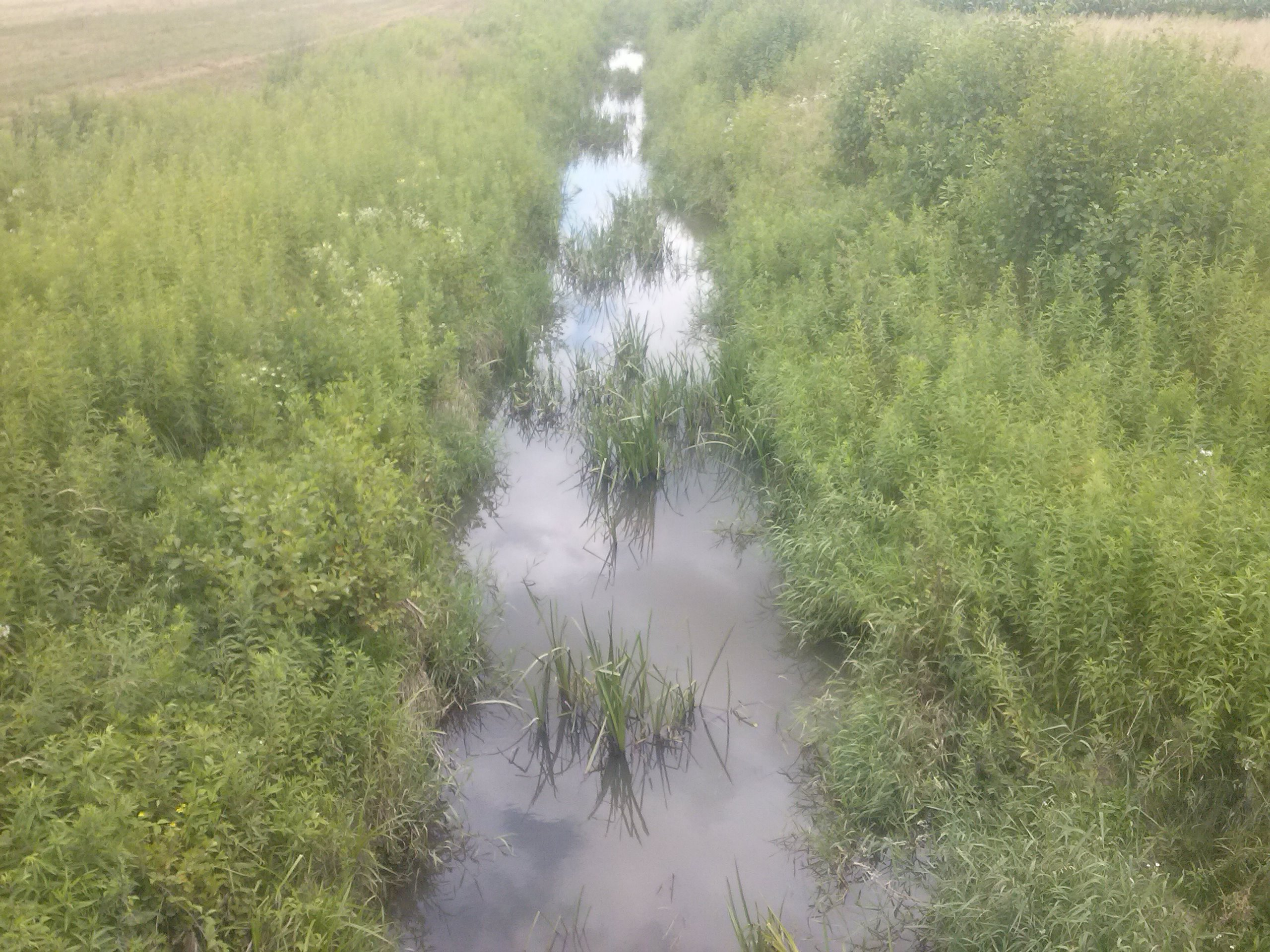
Lubienia (Granica Pigan i Paluchów)